# Питана, Нестор
Нестор Питана (исп. Néstor Fabián Pitana; род. 17 июня 1975, Корпус, Мисьонес) — аргентинский футбольный судья. Судья ФИФА с 2010 года. Один из судей чемпионата мира 2014 и 2018 годов.

## Биография
Родился в деревне Корпус, провинции Мисьонес на севере Аргентины в 1975 году. В молодости занимался футболом и баскетболом, некоторое время играл за футбольный клуб (исп. Deportivo Mandiyú) в одной из низших лиг чемпионата Аргентины по футболу, позже получил образование учителя физкультуры. В 1997 году снялся в одном из аргентинских сериалов.

## Судейство
Футбольным судейством начал заниматься в 2006 году, после окончания курсов, судейства в региональных лигах. В августе 2007 года дебютировал в высшей лиге Аргентины судейством матча между клубами «Колон» и «Росарио Сентраль». Уже в 2010 году получил статус рефери ФИФА. В различное время обслуживал матчи: финальный матч Рекопа Южной Америки 2012 года, матчи кубка Либертадорес 2013 года, матчи чемпионат мира по футболу среди юношеских команд 2013 года, матчи отборочного турнира к чемпионату мира 2014 в КОНМЕБОЛ.
15 января 2014 вместе с двумя помощниками, также аргентинцами, Эрнаном Майдана и Хуаном Белатти (позже они будут работать с ним и на чемпионате мира 2018 года) выбран одним из судей чемпионата мира по футболу 2014 года в Бразилии.
В 2018 году, решением ФИФА, был выбран в качестве главного судьи для обслуживания матчей Чемпионата мира в России,. Был назначен на матч открытия чемпионата между сборными России и Саудовской Аравии,матч группового этапа между сборными Мексики и Швеции, матч 1/8 финала между сборными Хорватии и Дании, матч 1/4 финала между сборными Уругвая и Франции и на финал турнира между сборными Франции и Хорватии.